# I. Péter-sziget
Az I. Péter-sziget (norvégül: Peter 1.s øy) az Antarktisz közelében fekvő sziget. Norvégia területi igényt jelentett be rá, ez azonban nem kapott nemzetközi elismerést. A sziget az Antarktisz-egyezmény hatálya alá eső területek közül az egyetlen, amelyik nem egy szektor.

## Földrajz
A sziget területe 243 km². Legmagasabb pontja a Lars Christensen-csúcs (1755 m), egy tűzhányó, melyről nem ismert, hogy aktív vagy kihunyt.

## Történelem
A szigetet Fabian Gottlieb von Bellingshausen fedezte fel 1821. január 21-én. Nevét I. Péter orosz cárról kapta. Az első sikeres partraszállást Ola Olstad hajtotta végre 1929. február 2-án, és ő jelentette be a norvég fennhatóságot. A norvég parlament 1931-ben döntött a norvég területi igényről.